# Каран-Гарал
Каран-Гарал — аул в Называевском районе Омской области России. Входит в состав Старинского сельского поселения. Население 47 чел. (2010), из них казахи — 100 % (2002) .

## История
В соответствии с Законом Омской области от 30 июля 2004 года № 548-ОЗ «О границах и статусе муниципальных образований Омской области» аул вошёл в состав образованного Старинского сельского поселения.

## География
Расположен на западе региона, в пределах Ишимской равнины, являющейся частью Западно-Сибирской равнины.
Уличная сеть состоит из двух географических объектов: улица Отобая и улица Толебая.
Абсолютная высота — 119 м над уровнем моря.

## Население
| 2002 | 2010 |
| ---- | ---- |
| 150  | ↘47  |

Гендерный состав
По данным Всероссийской переписи населения 2010 года в гендерной структуре населения из 47 человек мужчин — 27, женщин — 20 (57,4 и	42,6 % соответственно).
Национальный состав
Согласно результатам переписи 2002 года, в национальной структуре населения казахи составляли 100 % от общей численности населения в 150 чел.

## Инфраструктура
Животноводство.

## Транспорт
Автодорога «Кирей — Каран-Гарал» (идентификационный номер 52 ОП МЗ Н-260) длиной 12,00 км..